# Лемеза (Челябинская область)
Лемеза — посёлок в Катав-Ивановском районе Челябинской области. Входит в Бедярышское сельское поселение.

## География
Через посёлок протекает одноимённая река. Ближайший населённый пункт: село Бедярыш. Расстояние до районного центра, Катав-Ивановска, 45 км.

## Население
| 2002 | 2010 |
| ---- | ---- |
| 153  | ↘80  |

Гендерный состав
По данным Всероссийской переписи, в 2010 году численность населения посёлка составляла 80 человек (43 мужчины и 37 женщин).

## Улицы
Уличная сеть посёлка состоит из 3 улиц.